# История почты и почтовых марок Фиуме
История почты и почтовых марок Фиуме включает период межсоюзнической оккупации странами Антанты, непродолжительной независимости Республики Фиуме в 1920-х годах, после которого почта Фиуме (Риеки) стала частью почтовой системы Италии, затем Югославии, а с 1991 года — Хорватии.

## Выпуски почтовых марок

### Межсоюзническая оккупация

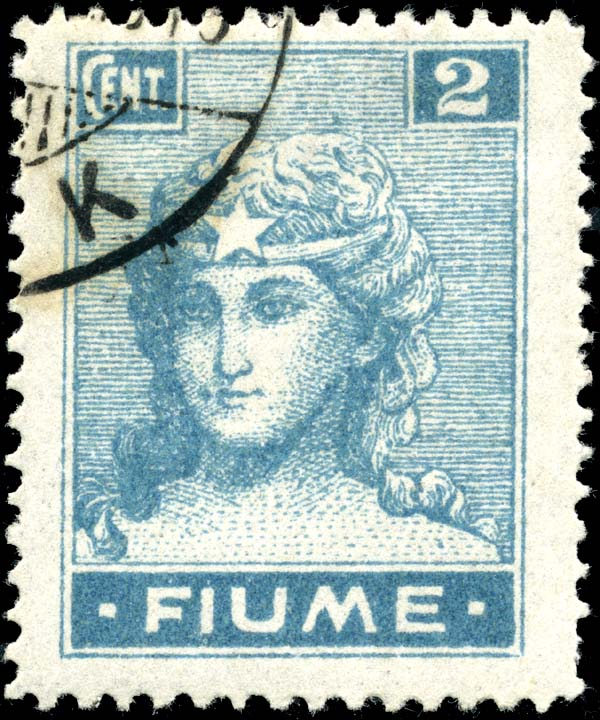
Почтовая марка Фиуме, 1919

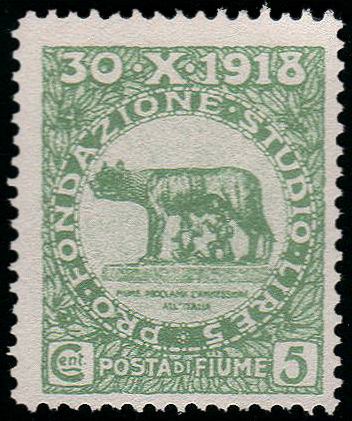
Первая коммеморативная марка Фиуме, 1919

До 1918 года Фиуме входил в состав Транслейтании Австро-Венгрии. В ноябре 1918 года он был оккупирован войсками Антанты. В это время за город развернулась дипломатическая борьба между Италией и Государством Словенцев, Хорватов и Сербов (позднее Королевством СХС), так как оба государства считали город своей территорией.
3 декабря 1918 года вышли первые марки Фиуме — надпечатка на марках Венгрии 1914—1918 годов названия города итал. «Fiume». Марки были в обращении до апреля 1919 года. В январе 1919 года вышла серия из 17 марок оригинальных рисунков. Сюжетами для миниатюр стали: голова женщины — символ свободы Фиуме, колокольня ратуши Фиуме, памятник Гарибальди в Милане и прибытие итальянского крейсера в гавань Фиуме в 1918 году. На марках надпись «Fiume». Миниатюры были отпечатаны в литографии Занардини в Триесте.
В мае 1919 года вышла первая коммеморативная серия из 12 марок, посвященная годовщине учреждения итальянского Национального совета Фиуме 30 октября 1918 года. Сюжетами марок стали: Римская волчица, Ромул и Рем; венецианская галера и площадь Сан-Марко в Венеции. Эскизы были разработаны итальянским художником сербского происхождения Леопольдо Метликовичем. Номиналы миниатюр были указаны в новой валюте — фиумской кроне, которая была равна 100 чентезими. Надпись на марках — «Posta di Fiume». Марки печатались в литографии Бертьери и Ванцетти в Милане. Продавались они с наценкой в 5 лир в пользу студенческого фонда.

### Правление д’Аннунцио

#### Республика Фиуме

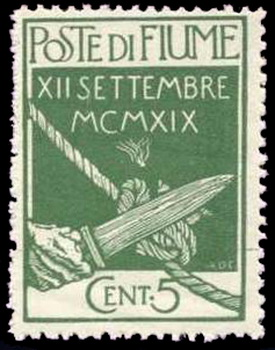
Первая марка полевой почты Республики Фиуме, 1920

12 сентября 1919 года Фиуме был оккупирован отрядами итальянского националиста и поэта Габриеле д’Аннунцио. 20 сентября того же года вышла почтово-благотворительная марка с портретом доктора Антонио Гроссиха (1849—1926) — президента итальянского Национального совета Фиуме (распущен 8 сентября 1920 года). Марки были отпечатаны в литографии Бертьери и Ванцетти в Милане. Автором эскиза был Леопольд Метликович.
В период с октября 1919 года по сентябрь 1920 года почтовые марки оригинальных рисунков не выходили. На марках Фиуме прежних выпусков делались надпечатки «Valore globale cent…» (Общая цена — чентезими…) или «Franco» (Оплачено).
8 сентября 1920 года д’Аннунцио провозгласил Фиуме республикой, однако был вынужден капитулировать 31 декабря того же года, после блокады и обстрела города итальянским флотом.
Республика Фиуме 12 сентября 1920 года выпустила серию из 14 стандартных марок с портретом Габриеле д’Аннунцио и двух марок экспресс-почты. Почтовые марки были отпечатаны способом высокой печати в литографии Бертьери и Ванцетти в Милане, экспресс-марки — в литографии Занардини и Ко в Триесте. Номинал на миниатюрах был указан в итальянских лирах. Марки были в обращении до 31 января 1921 года. В феврале 1921 года их снабдили надпечаткой «Governo provvisorio» (Временное правительство). Так же 12 сентября 1920 года вышла серия из четырёх марок, посвящённая первой годовщине взятия Фиуме легионерами д’Аннунцио, с аллегорическими рисунками: кинжал добровольца, разрубающий Гордиев узел; нижняя часть герба Фиуме; женская голова в терновом венце — женщина-мученица Фиуме, кинжалы добровольцев, защищающие Фиуме. Эскизы были сделаны итальянским художником Адольфо де Каролисом по идее д’Аннунцио. Они были отпечатаны в Риме. Эти марки использовались только один день.

#### Итальянское регентство Карнаро

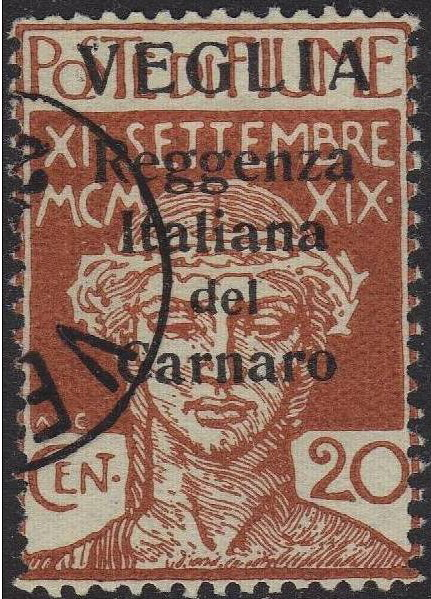
Марка полевой почты Республики Фиуме для острова Вёлья (Крк), 1920

В ноябре 1920 года легион д’Аннунцио занял Карнарские острова — несколько островов в заливе Кварнер, в том числе Раб (Арбе) и Крк (Вёлья). Для них были выпущены почтовые марки и экспресс-марки с надпечатками чёрной и красной краской «Reggenza / Italiana / del / Carnaro» (Итальянское регентство Карнаро) и нового номинала на марках полевой почты Республики Фиуме. Марки надпечатывались в типографии Фиуме. Также были выпущены две серии с надпечатками названий островов — Arbe и Veglia, тиражом по 500 полных серий. Марки были изъяты из обращения 5 января 1921 года и заменены марками Королевства СХС.

### Свободный город Фиуме

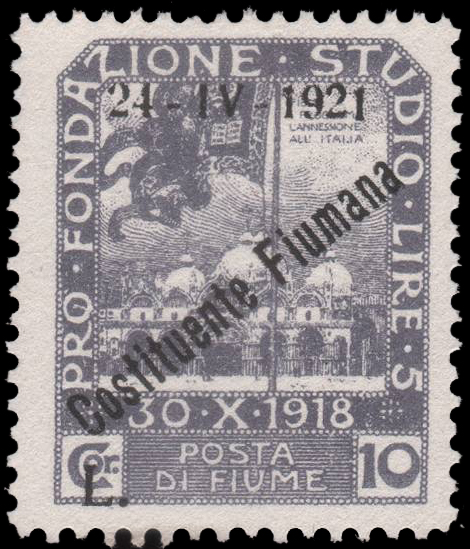
Почтовая марка Свободного города Фиуме в честь открытия законодательного собрания, 1921

Согласно Рапалльскому договору 1920 года Фиуме с округом и частью прилегающей территории признавалась независимым государством — Свободный город Фиуме.
24 апреля 1921 года были изданы марки в честь открытия законодательного собрания Фиуме. Они представляли собой надпечатки на первых коммеморативных марках Фиуме «24-IV-1921 / Costituente Fiumana». В марте 1922 года эту серию переиздали с добавлением к прежнему тексту надпечатки даты «1922». В марте 1923 года вышла серия стандартных марок и марок экспресс-почты с оригинальными рисунками. Сюжетами миниатюр стали виды Фиуме с XVII века. Эскизы разработал итальянский живописец Guido Marussig. Марки были отпечатаны высокой печатью в типографии Бертьери и Ванцетти в Милане.

### Итальянская аннексия
27 января 1924 года в Риме был подписан итало-югославский договор «О дружбе», по которому Фиуме отошёл к Италии.
22 февраля 1924 года по случаю присоединения Фиуме к Италии на стандартных марках и марках экспресс-почты Свободного государства Фиуме 1923 года была сделана надпечатка чёрной краской герба Королевства Италия и текста «Regno / d’ltalia» (Королевство Италия). 1 марта того же года вышла серия с надпечаткой на марках Свободного государства Фиуме текста «Annessione / all'Italia / 22 Febb. 1924» (Аннексия / Италия / 22 февраля 1924). В марте 1924 года итальянское почтовое управление взяло почту Фиуме под свой контроль. Все марки Фиуме были изъяты из обращения 31 марта того же года и заменены марками Италии.

#### Фиуме-Купа

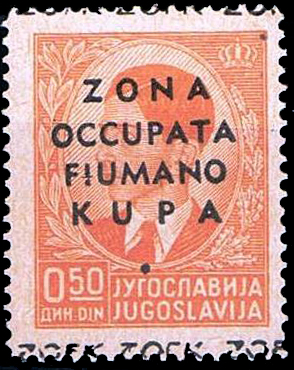
Почтовая марка Фиуме-Купа, 1941

По Римскому соглашению 1924 года после раздела территории Свободного города Фиуме к Королевству СХС отошёл город Сушак (с 1947 года в составе города Риека). 6 апреля 1941 года Сушак и прилегающая территория была оккупирована итальянскими войсками.
14 мая 1941 года итальянское управление предписало надпечатать все имеющиеся запасы югославских почтовых марок. Через два дня на марках Югославии 1939 года с портретом короля Петра II Карагеоргиевича была сделана надпечатка «Zona / occupata / Fiumana / Kupa» (Зона оккупации Фиуме-Купа). Всего в 1941—1942 годах была выпущена 21 почтовая марка с различными надпечатками. Они имели хождение до 26 мая 1942 года и были заменены итальянскими марками.

### Риека

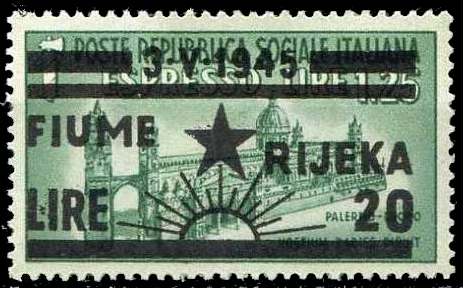
Почтовая марка Риеки, 1945

В 1945 году Фиуме (Риека) был занят югославскими войсками. В июле того же года здесь был произведен местный выпуск: на марках Итальянской социальной республики 1945 года сделана надпечатка сербохорв. «3.V.1945 / Fiume-Rijeka» (Фиуме—Риека), пятиконечной звезды, восходящего солнца и нового номинала в итальянских лирах.
В соответствии с мирным договором 1947 года город Риека (Фиуме) был включён в состав Югославии. В обращение поступили марки Югославии. После провозглашения Хорватией независимости в 1991 году в Риеке функционирует Хорватская почта.

## Другие виды почтовых марок

### Газетные
В июле 1919 года вышли первые газетные марки Фиуме с изображением орла и цифры номинала. Поначалу они печатались в литографии Занардини и Ко в Триесте, а с сентября того же года — в литографии Бертьери и Ванцетти в Милане. В сентябре 1920 года была выпущена ещё одна газетная марка с изображением парохода. Газетные марки Фиуме были треугольной формы, с остриём обращённым вниз.
| Другие виды почтовых марок                 | Другие виды почтовых марок                    | Другие виды почтовых марок          | Другие виды почтовых марок           | Другие виды почтовых марок                             |
| ------------------------------------------ | --------------------------------------------- | ----------------------------------- | ------------------------------------ | ------------------------------------------------------ |
|                                            |                                               |                                     |                                      |                                                        |
| 1919: первая газетная марка Фиуме (Mi #49) | 1920: последняя газетная марка Фиуме (Mi #96) | 1918: доплатная марка Фиуме (Mi #8) | 1919: доплатная марка Фиуме (Mi #13) | 1921: доплатная марка Свободного города Фиуме (Mi #15) |

### Доплатные
Первые доплатные марки Фиуме — надпечатка названия города на доплатных марках Венгрии 1909—1916 годов, вышли в декабре 1918 года. В июле 1919 года вышли доплатные марки оригинальных рисунков. Последние доплатные марки — надпечатки текста «Segnatasse» (Доплата), узора и нового номинала в лирах на почтовых марках Фиуме 1919—1920 годов, вышли в марте 1921 года.